# Amor del bueno
Amor del bueno é uma telenovela venezuelana-peruana exibida em 2004 pela Venevisión.

## Elenco
- Coraima Torres - Mónica Lezama
- Ricardo Álamo - Bernardo Valdez
- Karl Hoffman - Javier Lezama
- Ana Karina Casanova - Sandra del Valle
- Ricardo Bianchi - Eleazar Romero
- Annabel Rivero - Carolina Moreau
- Juan Carlos Baena - Leonardo